# Avión Pirata
Avión Pirata es el nombre que los bolivianos le dan a un avión Lockheed Constellation que misteriosamente llevó vuelos al aeropuerto El Trompillo en la ciudad Santa Cruz de la Sierra, Bolivia, durante 1961. El avión ha permanecido en Bolivia desde 1961, cuando fue obligado a aterrizar por la Fuerza Aérea Boliviana luego de una persecución en la que murió un Capitán de la Fuerza Aérea en un accidente.
El avión se ha convertido en un atractivo turístico, habiendo sufrido varios cambios de dueño, y también se ha convertido en una leyenda urbana entre los bolivianos.

## Historia

### Antecedentes
El avión es un Lockheed Constellation con matrícula N2520B, que en el momento del incidente estaba registrado a nombre de Lloyd Airlines de Miami (que no debe confundirse con Lloyd Aéreo Boliviano, la entonces aerolínea bandera de Bolivia). Según AeroTransport Data Bank, el avión se vendió a Brandon Anderson en 1958. El avión había volado anteriormente para las aerolíneas Braniff International Airways y Trans American Airlines antes de ser adquirido por Empire Supply Company en 1960. Existe un modelo de avión de este avión, ya que Corgi Toys lanzó un modelo del Constellation con los colores de Braniff.
Durante algún tiempo antes del último vuelo del N2520B, Constellations había estado realizando vuelos nocturnos al aeropuerto El Trompillo. Los habitantes de la ciudad creían que estos transportaban mercancías a Buenos Aires, Argentina y Arica, Chile, entre otros destinos, desde Estados Unidos, como cigarrillos, textiles, whisky, medias, televisores y artículos de contrabando.
El sábado 29 de julio de 1961 el avión aterrizó en el aeropuerto El Trompillo, donde permaneció hasta el 30 de julio, cuando despegó hacia el sur. Los ocupantes del avión no habían presentado un plan de vuelo; en cambio, dijeron que llevaban un vuelo de práctica solamente. Inmediatamente después del despegue, la torre de control de El Trompillo alertó a la Fuerza Aérea Boliviana, que envió cazas P-51 Mustang para perseguirlo. Los pilotos del P-51 y la torre de control pidieron a la tripulación del avión que volara a Cochabamba, pero la tripulación ignoró la solicitud.
Luego, los P-51 procedieron a disparar contra el avión, lo que hizo que la tripulación del Constellation intentara un aterrizaje de emergencia en el aeropuerto El Trompillo. Mientras la aeronave descendía, la tripulación se zambulló en un último intento de hacer que los P-51 cancelaran su persecución, lo que provocó que un piloto, el capitán Alberto Peredo Céspedes, se estrellara fatalmente. El Constellation aterrizó en El Trompillo y los miembros de la tripulación fueron arrestados en el lugar. Los neumáticos de la aeronave explotaron y la aerolínea militar local, TAM, envió soldados desde Cochabamba para evitar que los guerrilleros tomaran el aeropuerto.

### Juicio
Tras el incidente, el entonces presidente boliviano, Víctor Paz Estenssoro, ordenó una investigación que arrojó el arresto de 85 soldados y la baja deshonrosa de 130 más. También fueron arrestados los pilotos William Roy Robinson y William Friedman, el copiloto Salvatore Henrique Romano, el ingeniero de vuelo Bertrand Vinson y el operador de radio Gene Hawkins. El caso y su investigación se dieron a conocer a nivel nacional en Bolivia como el "caso Constelación".
Los cuatro estadounidenses y un brasileño (Henrique Romano) fueron acusados de homicidio, piratería, violación de leyes internacionales y contrabando. Tras ser encarcelados en el Panóptico de La Paz, tres de ellos obtuvieron libertad provisional y dos fueron ingresados en un hospital local bajo la supervisión del entonces vicecónsul estadounidense en Bolivia, Samuel Karp.
En noviembre de 1961 se anunció que la tripulación del avión había escapado de Bolivia. Fueron juzgados en rebeldía y en 1967 el fiscal del caso pidió diez años de prisión para cada tripulante. Finalmente, ninguno de los cinco hombres en el avión regresó a Bolivia y cuatro de ellos siguen prófugos.
El piloto William Roy Robinson murió el 1 de abril de 2010, a los 90 años, y está enterrado en el cementerio familiar, San Mateo, Florida. 
El 25 de agosto de 1961, un juez local asignó a un Comandante de la Fuerza Aérea Boliviana como custodio del avión y el contenido que éste tenía durante su último vuelo, como compensación por el P-51 perdido durante la persecución del avión. Pero la aduana del distrito de La Paz impidió que esto ocurriera y el avión pasó a ser propiedad de la Escuela Militar de Aviación de la FAB. En 1979, el avión fue trasladado al Parque Boris Banzer Prada en la avenida Uruguay de Santa Cruz desde el aeropuerto El Trompillo, ya que fue entregado al gobierno municipal de la ciudad de Santa Cruz, quien decidió ubicarlo en el barrio El Tao, donde se encuentra el parque.

### Uso posterior
Posteriormente, el avión se transformó en una biblioteca, y luego se utilizó como sucursal del Banco de Crédito de Bolivia, después de haber caído en mal estado y ser restaurado. Ha sido utilizado con fines publicitarios por Pepsi, y Aerosur, la principal aerolínea local ahora desaparecida. Un programa de noticias de televisión informó que el avión estaba en mal estado a fines de 2014.